# ヒメフヨウ属
ヒメフヨウ属（ヒメフヨウぞく、Malvaviscus）はアオイ目アオイ科の下位分類に属する常緑低木。原産地は米国テキサス州～中南米の熱帯域で、熱帯・亜熱帯の各地へ導入・帰化。

## 概要
葉は互生し、心臓形～長心臓形で浅く３裂することもあり、葉縁に鋸歯がある。花は紡錘形で新しい枝につき、上または下向きに咲く。花色は赤、桃、白。英名は花が十分に開ききらず、蕾状のままに終わることに由来。
類似するフヨウ属Hibiscusとの主な違いは以下の通り。
- 花弁は開かず筒状のままで咲く
- 花柱は上部で10裂する（フヨウ属は5裂）
- 果実は液果（フヨウ属は蒴果）で[3]、初めは赤く多汁質、熟すると乾いて脱落する[4]

## 主な種
アオイ科の常緑低木で、POWOでは10種からなるとされる。このうち日本国内でみられる主な種を記す。和名は白井（1980）に従う。
- M. arboreus ヒメフヨウ - 花が上を向き、葉先が尖る。
- M. arboreus var. drummondii マルバヒメフヨウ - 花が上を向き、葉は縦横ほぼ同長で円形に近く、葉先は尖らない。
- M. penduliflorus タイリンヒメフヨウ - 別名：ウナズキヒメフヨウ。花が下垂する。花弁はヒメフヨウより長い。 ※白井（1980）では学名Malvaviscus arboreus var. penduliflorus[1]

## 栽培・利用
挿し木でよく活着する。樹勢が旺盛で徒長しがちなため、花が終わった５月頃に強剪定を行う。剪定後は基部から枝が出て、ブッシュ状に仕立てることも可能。

## 画像
- ヒメフヨウ
（2024年3月 沖縄県本部町 熱帯ドリームセンター）
- タイリンヒメフヨウ
（2024年7月 沖縄県石垣市 バンナ公園）